# Mandalay Bay Convention Center
Mandalay Bay Convention Center är en konferensanläggning som ligger på tomten till kasinot Mandalay Bay i Paradise, Nevada i USA. Den ägs av MGM Growth Properties och drivs av MGM Resorts International. Anläggningen har 75 mötesrum och flertal salar där den största är på 9 300 kvadratmeter (m2).
2001 började konferensanläggningen byggas på kasinots tomt och den stod klar i januari 2003. Den fick namnet Mandalay Bay Convention Center. Vid färdigställandet av anläggningen var den då den femte största av sitt slag i USA. 2016 genomgick konferensanläggningen en större renovering.